# Seseña (kommunhuvudort)
Seseña är en kommunhuvudort i Spanien.   Den ligger i provinsen Toledo och regionen Kastilien-La Mancha, i den centrala delen av landet, 30 km söder om huvudstaden Madrid. Seseña ligger 610 meter över havet och antalet invånare är 16 231.
Terrängen runt Seseña är lite kuperad. Runt Seseña är det ganska tätbefolkat, med 83 invånare per kvadratkilometer. Närmaste större samhälle är Valdemoro, 9,7 km norr om Seseña. Trakten runt Seseña består till största delen av jordbruksmark.